# Badri Chassaia
Badri Chassaia (georgisch ბადრი ხასაია; * 24. September 1979 in Kutaissi, Imeretien, GSSR) ist ein georgischer Ringer. Er wurde 2002 im griechisch-römischen Stil Europameister im Weltergewicht.

## Leben
Badri Chassaia begann als Jugendlicher 1988 mit dem Ringen. Er konzentriert sich ganz auf den griechisch-römischen Stil. Der 1,80 Meter große Athlet gehört dem Sportclub Dinamo Tiflis an und wird dort von Damerlan Davidaja trainiert.
Bereits als Junior war Badri Chassaia sehr erfolgreich. Er gewann bei seiner ersten Teilnahme an einer internationalen Meisterschaft, der Junioren-Weltmeisterschaft der Kadetten 1995, in der Gewichtsklasse bis 60 kg Körpergewicht hinter Max Schwindt aus Deutschland die Silbermedaille. Eine weitere Medaille gewann er bei der Junioren-Weltmeisterschaft (Juniors) 1998 in Kairo, wo er in der Gewichtsklasse bis 70 kg Körpergewicht den 3. Platz erreichte. Für einen Titelgewinn reichte es für ihn dann im Jahre 1999, als er bei der Junioren-Europameisterschaft in Budapest in der Gewichtsklasse bis 76 kg Körpergewicht vor Peter Szabo aus Ungarn und Yusuf Düzer aus der Türkei den 1. Platz belegte.
Bei den Senioren begann Badri Chassaia gleich mit einem Paukenschlag, denn er wurde bei seiner ersten Teilnahme bei einer internationalen Senioren-Meisterschaft im Jahre 2002 in Seinäjoki/Finnland gleich Europameister im Weltergewicht. Dabei bezwang er u. a. mit Mohammad Babulfath aus Schweden, Rustam Adschy, Ukraine und Warteres Samurgaschew aus Russland drei Weltklasseringer. Dass dieser Sieg kein Zufall war, bewies er einige Monate später bei der Weltmeisterschaft in Moskau, wo er u. a. Marko Yli-Hannuksela aus Finnland und Wolodymyr Schazkych aus der Ukraine besiegte und damit im Kampf um den Weltmeistertitel wieder Warteres Samurgaschew gegenüberstand. Samurgaschew konnte dabei den Spieß im Vergleich zur Europameisterschaft 2002 umdrehen und besiegte Badri Chassaia nach Punkten. Damit wurde Samurgaschew Weltmeister und Chassaia Vize-Weltmeister.
Im Jahre 2003 konnte Badri Chassaia diese Erfolge nicht wiederholen. Er verlor bei der Europameisterschaft dieses Jahres in Belgrad gegen Marko Yli-Hannuksela und bei der Weltmeisterschaft in Créteil gegen Wolodymyr Schazkych. Da diese Ringer die Finals nicht erreichten, schied er jeweils frühzeitig aus und belegte den 10. bzw. den 13. Platz.
Auch das Jahr 2004 brachte für Badri Chassaia eine bittere Enttäuschung, denn er konnte sich bei Turnieren in Novi Sad, wo er den 16. Platz und in Taschkent, wo er den 5. Platz belegte, nicht für die Teilnahme an den Olympischen Spielen in Athen qualifizieren.
Aus den Misserfolgen der Jahre 2003 und 2004 zog er dann die Konsequenzen und wechselte in das Mittelgewicht (Gewichtsklasse bis 84 kg Körpergewicht), um dem ständigen Abtrainieren zu entgehen. Diese Maßnahme zeigte dann bei der Europameisterschaft 2005 in Warna schon einen Erfolge, denn er gewann dort eine Bronzemedaille. Nach einer Niederlage gegen Alexei Mischin aus Russland erkämpfte er sich diese Medaille durch einen Sieg über Sandor Istvan Bardosi aus Ungarn. Bei der Weltmeisterschaft 2005 in Budapest enttäuschte er aber wieder, denn nach einem Sieg in der ersten Runde über Mélonin Noumonvi aus Frankreich verlor er seinen nächsten Kampf gegen den weitgehend unbekannten Japaner Shingo Matsumoto, womit er ausschied und nur den 18. Platz belegte.
2006 startete Badri Chassaia nur bei der Weltmeisterschaft in Guangzhou (Kanton) und lieferte dort gute Kämpfe. Nach drei Siegen scheiterte er aber dann an Mohamad Abd El Fatah aus Ägypten und an Alexei Mischin und kam auf den 5. Platz.
Nach einem 14. Platz bei der Europameisterschaft 2007 in Sofia, hier wurde er von Nazmi Avluca, Türkei, frühzeitig aus dem Rennen geworfen, gewann er bei der Weltmeisterschaft dieses Jahres in Baku wieder eine Medaille. Nach einer Niederlage im dritten Kampf gegen Alexei Mischin benötigte er dazu aber noch drei Siege über die Weltklasseathleten Wjatscheslaw Subarjew aus Kasachstan, Nazmi Avluca und Ara Abrahamian, Schweden.
2008 belegte Badri Chassaia bei der Europameisterschaft in Tampere u. a. mit Siegen über Andrea Minguzzi, Italien und Jan Fischer, Deutschland nach einer Niederlage im Endkampf gegen Nazmi Avluca den 2. Platz und qualifizierte sich damit für die Teilnahme an den Olympischen Spielen in Peking. Dort traf er schon in der 1. Runde wieder auf Nazmi Avluca und unterlag diesem nach Punkten (1:5 techn. Punkte, 0:2 Runden). Da Avluca aber nicht das Finale erreichte, war für Badri Chassaia das olympische Turnier mit dieser Niederlage schon beendet. Für ihn blieb nur der 16. Platz.
Der bisher letzte Start von Badri Chassaia erfolgte bei der Weltmeisterschaft 2009 in Herning/Dänemark. Hier unterlag er nach zwei siegreichen Kämpfen gegen Mélonin Noumonvi aus Frankreich und scheiterte im Kampf um die WM-Bronzemedaille an Habibollah Akhlaghi aus dem Iran.

## Internationale Erfolge
| Jahr | Platz | Wettbewerb                           | Gewichtsklasse | |
| 1995 | 2.    | Junioren-WM (Cadets)                 | bis 60 kg KG   | hinter Max Schwindt, Deutschland, vor Alexander Parfilkin, Russland |
| 1996 | 12.   | Junioren-WM (Juniors) in Wałbrzych   | bis 63 kg KG   | Sieger: Nazib Nizari Aliew, Aserbaidschan vor Levente Füredy, Ungarn |
| 1998 | 4.    | Junioren-EM (Juniors) in Tirana      | bis 70 kg KG   | hinter Sergios Solonikis, Griechenland, Max Schwindt u. Husseyin Akburu, Türkei |
| 1998 | 3.    | Junioren-WM (Juniors) in Kairo       | bis 70 kg KG   | Sieger: Sergios Solonikis vor Wladislaw Lomeschinski, Russland |
| 1999 | 1.    | Junioren-EM (Juniors) in Budapest    | bis 76 kg KG   | vor Peter Szabo, Ungarn u. Yusuf Düzer, Türkei |
| 1999 | 5.    | Junioren-WM (Juniors) in Bukarest    | bis 76 kg KG   | hinter Alexei Mischin, Russland, Yusuf Dünzer, Juri Witt, Usbekistan u. Mehdi Alijani Miandehi, Iran |
| 2002 | 1.    | EM in Seinäjoki/Finnland             | Welter         | mit Siegen über Oleg Michailowitsch, Belarus, Ali Arikoglu, Türkei, Mohammad Babulfath, Schweden, Rustam Adschy, Ukraine u. Warteres Samurgaschew, Russland                                                  |
| 2002 | 2.    | WM in Moskau                         | Welter         | mit Siegen über Alein Hassli, Frankreich, Abas Udeschow, Kasachstan, Marko Yli-Hannuksela, Finnland, Michail Jaworski, Polen u. Wolodymyr Schazkych, Ukraine u. einer Niederlage gegen Warteres Samurgaschew |
| 2003 | 10.   | EM in Belgrad                        | Welter         | mit einem Sieg über Igor Nedelkowski, Mazedonien u. einer Niederlage gegen Marko Yli-Hannuksela |
| 2003 | 13.   | WM in Créteil                        | Welter         | mit Siegen über Georgios Tsilas, Griechenland u. Alberto Recuero Garcia, Spanien u. einer Niederlage gegen Wolodymyr Schazkych                                                                               |
| 2003 | 3.    | Welt-Cup in Almaty                   | Welter         | hinter Michail Iwantschenko, Russland u. Daniel Chalimow, Kasachstan |
| 2004 | 16.   | Olympia-Qualif.-Turnier in Novi Sad  | Welter         | Sieger: Filiberto Ascuy Aguilera, Kuba vor Aleksandr Doxturishvili, Usbekistan |
| 2004 | 5.    | Olympia-Qualif.-Turnier in Taschkent | Welter         | Sieger: Tamás Berzicza, Ungarn vor Daniar Koborow, Kirgisistan |
| 2005 | 3.    | EM in Warna                          | Mittel         | mit Siegen über Haim Revazi Turpiaschwili, Israel u. Marian Mihalik, Slowakei, einer Niederlage gegen Alexei Mischin u. einem Sieg über Sandor Istvan Bardosi, Ungarn                                        |
| 2005 | 18.   | WM in Budapest                       | Mittel         | mit einem Sieg über Mélonin Noumonvi, Frankreich u. einer Niederlage gegen Shingo Matsumoto, Japan |
| 2006 | 5.    | WM in Guangzhou                      | Mittel         | mit Siegen über Christian Mosquera, Kolumbien, Dante Harebaschwili, Griechenland u. Shingo Matsumoto u. Niederlagen gegen Mohamad Abd El Fatah, Ägypten u. Alexei Mischin                                    |
| 2007 | 14.   | EM in Sofia                          | Mittel         | mit einem Sieg über Denis Forow, Armenien u. einer Niederlage gegen Nazmi Avluca, Türkei |
| 2007 | 3.    | WM in Baku                           | Mittel         | mit Siegen über Wahig S. Jabr, Irak u. Christo Marinow, Bulgarien, einer Niederlage gegen Alexei Mischin u. Siegen über Wjatscheslaw Subajew, Kasachstan, Nazmi Avluca u Ara Abrahamian, Schweden            |
| 2008 | 6.    | Welt-Cup in Szombathely              | Mittel         | Sieger: Bradley Vering, USA vor Taleb Netmatpour, Iran |
| 2008 | 2.    | EM in Tampere                        | Mittel         | mit Siegen über Mats Rolfsen, Norwegen, Timo Antero Kallio, Finnland, Andrea Minguzzi, Italien u. Jan Fischer, Deutschland u. einer Niederlage gegen Nazmi Avluca                                            |
| 2008 | 16.   | OS in Peking                         | Mittel         | nach einer Niederlage gegen Nazmi Avluca |
| 2009 | 3.    | Golden Grand Prix in Baku            | Mittel         | hinter Habibollah Akhlaghi, Iran u. Ewgeni Bogomolow, Russland |
| 2009 | 5.    | WM in Herning/Dänemark               | Mittel         | mit Siegen über Christo Marinow u. Amer Hustanovic, Österreich, einer Niederlage gegen Mélonin Noumonvi, einem Sieg über Bolat Abdullajew, Ukraine u. einer Niederlage gegen Habibollah Akhlaghi             |

Anm.: OS = Olympische Spiele, WM = Weltmeisterschaften, EM = Europameisterschaften, Weltergewicht, bis 74 kg, Mittelgewicht, bis 84 kg Körpergewicht